# 杰里米·坎普
杰里米·托马斯·坎普（英語：Jeremy Thomas Camp，1978年1月12日—）是来自印第安纳州拉斐特的当代基督教音乐家。坎普已发行了11张专辑，其中四张经美国唱片业协会认证为金唱片，还有两张为现场唱片。他起先的音乐类型混合了民谣和快節奏摇滚的混合物。他贏得五座福音音樂協會金鴿獎，三度獲得全美音樂獎提名，在2010年因《Speaking Louder Than Before》專輯獲得葛萊美獎最佳福音音樂及基督教音樂專輯提名。2020年的電影《依然相信》描述他和Melissa的戀愛以及婚姻，由紐西蘭演員K·J·阿帕飾演杰里米·坎普。

## 早年生活
杰里米·坎普于1978年1月12日生于印第安纳州拉斐特。其父湯姆于“豐收礼拜堂”（位于拉斐特的各各他礼拜堂教会的教堂）当牧师，并曾教他儿子如何弹吉他。坎普完成高中学业之后进入南加州的Calvary Chapel Bible College研讀神學，並且取得學位畢業。坎普在畢業之後成為minister。學校的敬拜帶領者曾在廚房聽到他的演奏，希望他加入學校的敬拜團。很快他就在南加州各地帶領敬拜以及演奏。

## 個人生活
坎普和第一任妻子Melissa Lynn Henning-Camp（出生於1979年10月7日）在2000年10月21日結婚。Melissa診斷罹患卵巢癌，在2001年2月5日過世，當時Melissa 21歲，坎普23歲。坎普早期的一些歌曲中呈現了有關Melissa患病的情緒。〈依然相信〉是坎普在Melissa過世之後寫的第一首歌。〈Walk by Faith〉則是在他們蜜月時所寫的歌曲。電影《依然相信》是以他和Melissa的戀愛以及婚姻為主題，在2020年3月上映，由紐西蘭演員K·J·阿帕飾演坎普，由布丽特妮·罗伯森飾演Melissa。
坎普在2003年12月15日和The Benjamin Gate樂團的前女主唱艾德麗安·坎普結婚。他們有三個小孩。
坎普在2024年3月進行心臟手術，以治療心房顫動。